# ベルギー植民地帝国

ベルギー植民地帝国
Colonies belges (フランス語)
Belgische koloniën (オランダ語)

国歌: 
De Brabançonne（オランダ語）
La Brabançonne（フランス語）
Das Lied von Brabant（ドイツ語）
ブラバントの歌

ベルギーとその植民地（1920年頃）

ベルギー植民地帝国（ベルギーしょくみんちていこく、フランス語: Colonies belges / Empire colonial belge、オランダ語: Belgische koloniën、英語: Belgian colonial empire）は、ベルギー領コンゴとルアンダ＝ウルンディ、および天津ベルギー租界を擁しており、1908年から1962年まで存在していた植民地帝国である。その領域の98%は、本国の76倍の面積に相当するコンゴ自由国（現在のコンゴ民主共和国）であり、当初はベルギー国王レオポルド2世の私有地とされていたが、1908年にその主権はベルギー王国に移行して名称を「ベルギー領コンゴ」に改めた。これらのほかにも、モロッコにあったタンジェ国際管理地域をフランスなどと共同統治していた。
ベルギー国内では海外の所有地に言及する際に「帝国」というよりむしろ「植民地」という表現が用いられる傾向があった。加えて、同時代のイギリスやフランスといった遠く離れた他の植民地とは異なり、ベルギー植民地帝国は「皇帝」と称する君主を持たなかった。国王が通常は伝統や歴史的結び付きに基づいて王国を統治すると規定されるのに対し、皇帝や帝国という表現は他の地域や人々を支配するという含意を持っており、それは取得という意味を含んでいる。

## 背景
ベルギー自体は1830年にネーデルラント連合王国から独立し、1839年に承認された。独立の時点で、英仏両国は広大な植民地を有しており、スペイン、ポルトガル、オランダもすでに潜在的に植民地となる勢力圏を有していた。
このように近隣の欧州各国が海外に植民地と勢力圏を拡張させていた状況もあり、1843年に初代国王レオポルド1世は、ハワイ王国を植民地にするためにラッド・アンド・カンパニーと契約を結んだ。しかしラッド・アンド・カンパニーが財政難に直面すると取引は解消された。第2代国王レオポルド2世も植民地獲得に意欲的であったが、ベルギー政府は財源欠如を理由に消極的な姿勢であった。

## コンゴ

### コンゴ自由国
コンゴ盆地の植民地化は19世紀後期に始まった。ベルギー国王レオポルド2世は、自国の国際的な勢力と名声の欠如に業を煮やし、当時ほとんど未調査であったコンゴ盆地周辺での植民地拡大を支援するようベルギー政府を説得しようとした。政府はこれを拒否したため、彼は自分の個人的な支配の下に植民地を建設することになった。1885年のベルリン会議にて、彼のことを敵対する植民地大国間の有用な緩衝地帯とみなした多くの西洋列強の支持を得たレオポルドは、コンゴ自由国の国際的承認を獲得するに至った。

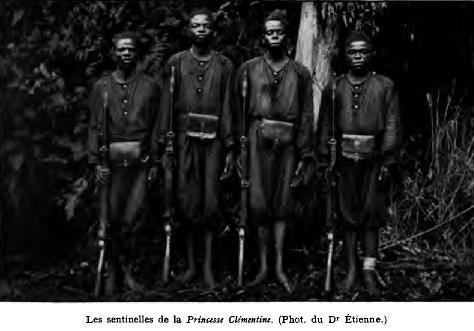
コンゴ自由国により徴兵されたアフリカ人部隊

自由国政府は当初は象牙を、後には貴重な商品となっていったゴムなどの天然資源を開拓した。自由国の軍隊である公安軍（Force Publique）の支援を受け、その領土は複数の私的な採掘利権に分割された。英白インド・ゴム会社はとりわけ、その領土から利益を得るために武力と残虐行為を用いた。コンゴにおけるその政権は強制労働をさせ、ゴム収集のノルマを満たしていないコンゴ先住民を殺害し切断した。何百万人ものコンゴ人がこの期間に犠牲となったが、死者の多くはコンゴ川下流地域の人口の半数近くが死亡した天然痘を含む、ヨーロッパ人入植者との接触によってもたらされた新しい病気が原因だとも特定されている。

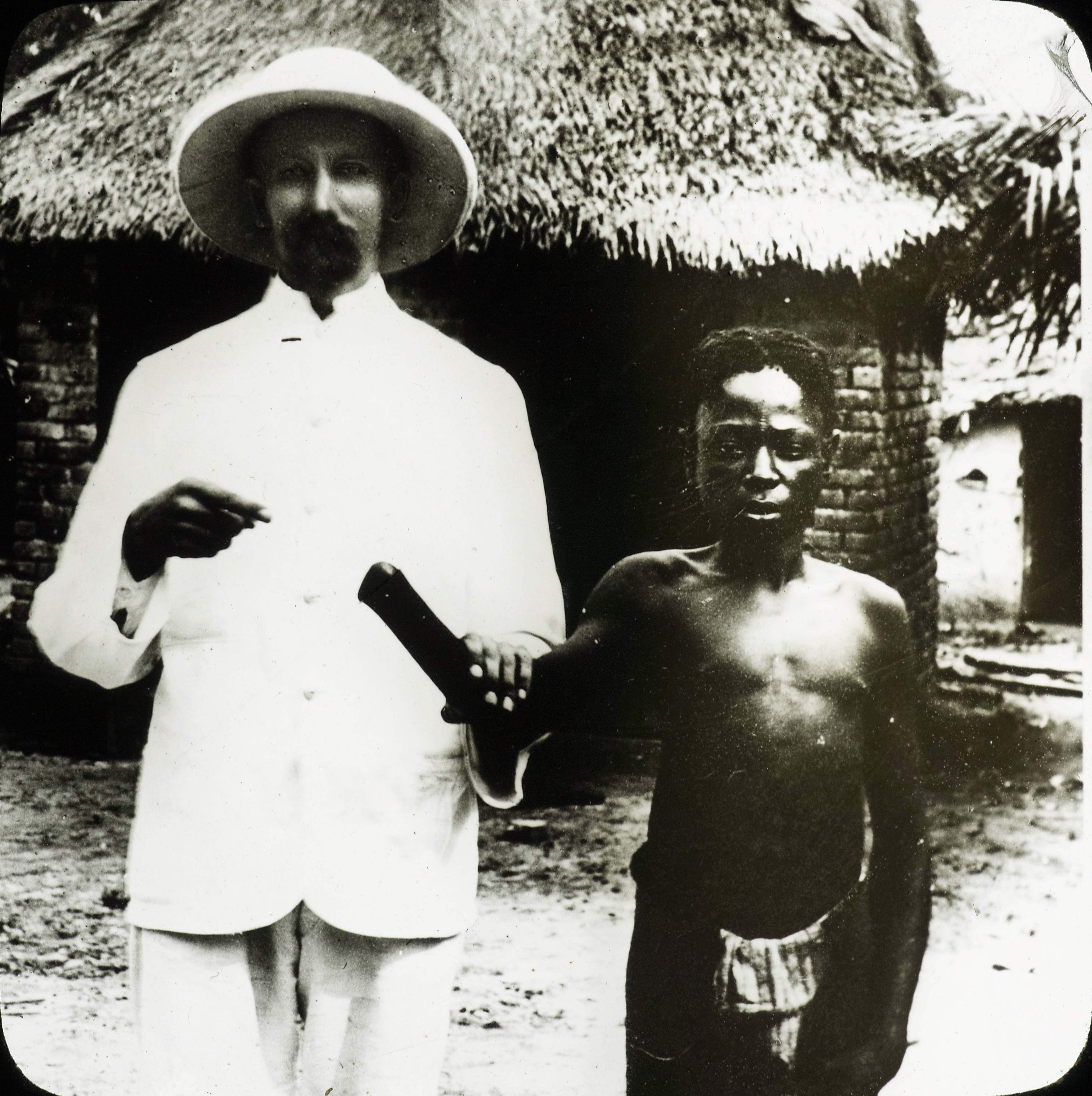
おそらくコンゴ自由国における残虐行為によるものとみられる被害者を示す宣教師

自由国時代には過剰死によってコンゴ人口が急減したが、死者数の推定値にはかなりのばらつきがある。数字は推定値であるものの、この時期に死亡したコンゴ人は人口のおよそ5分の1にあたる1000万人にのぼるとされている。最初の人口調査が実施されたのは1924年であるためこの期間の人口減少を数量化することは困難であり、ウィリアム・ルービンスタインのように、アダム・ホックシールドが引証した数値はほとんど証拠に基づかない推測であると主張する者らによって、これらの数字は議論されてきた。
1894年には、ケープ・カイロ鉄道の敷設を目指していたイギリスが有するウガンダ北西部のナイル川西岸地域および北緯10度線以南のナイル川全域と、コンゴ東端にあるアルバート湖とタンガニーカ湖の間の地域を交換する条約をイギリスと結び、ナイル川の西はレオポルド2世の存命中に限りラド飛地（1890年〜1910年）としてベルギー領となった。この時のベルギー側には、ラドを拠点にハルツームまで北進し、インド洋と大西洋を結ぶ細長い回廊を支配しようとする野心があったため、一時イギリスとの緊張が高まった。
コンゴ自由国はベルギーの植民地ではなかったが、貿易と市民の雇用の面ではベルギーが最大の受益者であった。レオポルド2世は、武力で獲得したゴムや象牙の輸出から個人的にかなりの資産を貯め込んだ。こうした財産はブリュッセルやオーステンデ、アントワープなどの公共建築物に費やされた。これは「建築王」として今日でもベルギーで記憶されている。彼の財産に追加して、ロイヤル・トラストを通じて彼は国家に財産の殆どを寄贈した。

### ベルギー領コンゴ
レオポルド2世は1885年にコンゴ自由国の国際的承認を得たが、20世紀に入るころにはロジャー・ケースメントがケースメント・レポートにてコンゴ原住民への残虐行為やその冷酷な経済搾取システムの実態を明らかにしたことなどで、自由国を公式に統治するようベルギーに強い外交的圧力がかかるようになり、同国は1908年にベルギー領コンゴを成立させた。

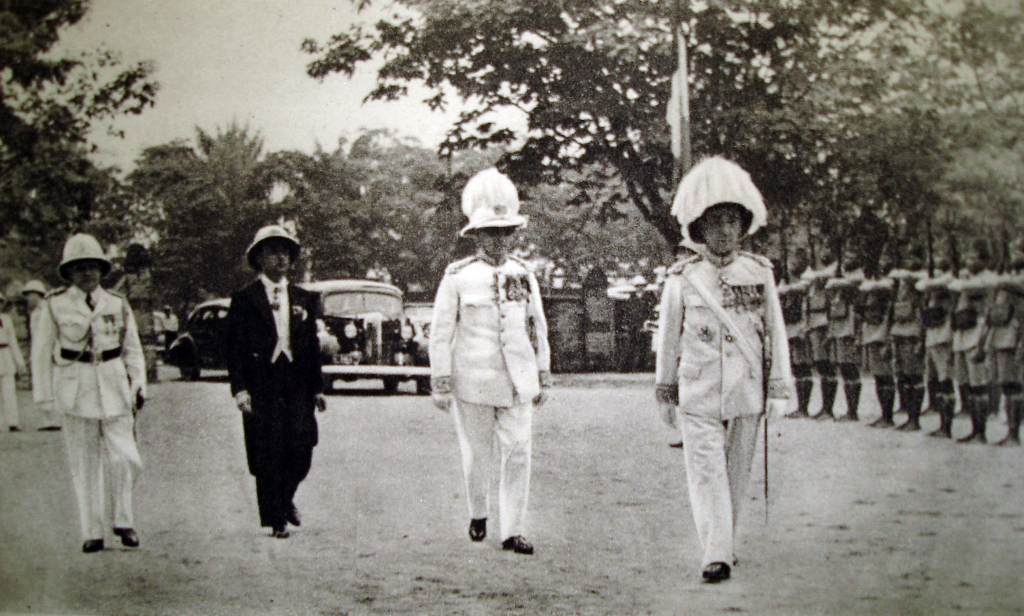
1938年のレオポルドヴィル（現在のキンシャサ）における植民地当局員

コンゴにおけるベルギー統治は、政府・宣教師・非公開企業の利益という「植民地の三位一体」（trinité coloniale）に基づいていた。ベルギーの商業利権が認められたことで大量の資本がコンゴに流入し、各地域が分業化した。多くの場合、政府と民間企業の利益は密接に結びついており、政府は企業がストライキを打破したり、先住民族が引き起こしたその他の障壁を取り除く支援をした。イギリス帝国やフランス植民地帝国が、植民地の監督下で伝統的指導者が権力者の地位に保持される間接統治体制を好んだのとは対照的に、ベルギー領コンゴは入れ子構造の階層的に組織化された行政区画に分割され、「ネイティブ・ポリシー」（politique indigène）に従って一様に運営された。第一次世界大戦におけるコンゴの軍隊は、現代のルワンダとブルンジが位置する地域にてドイツ帝国に対する攻撃に参加し、それらはベルギーの占領下となった。コンゴは高レベルの人種差別もしており、第二次世界大戦後にコンゴに移住した多数の白人移民にはあらゆる社会階層からの出身者がいたが、彼らは常に黒人よりも優先して扱われていた。

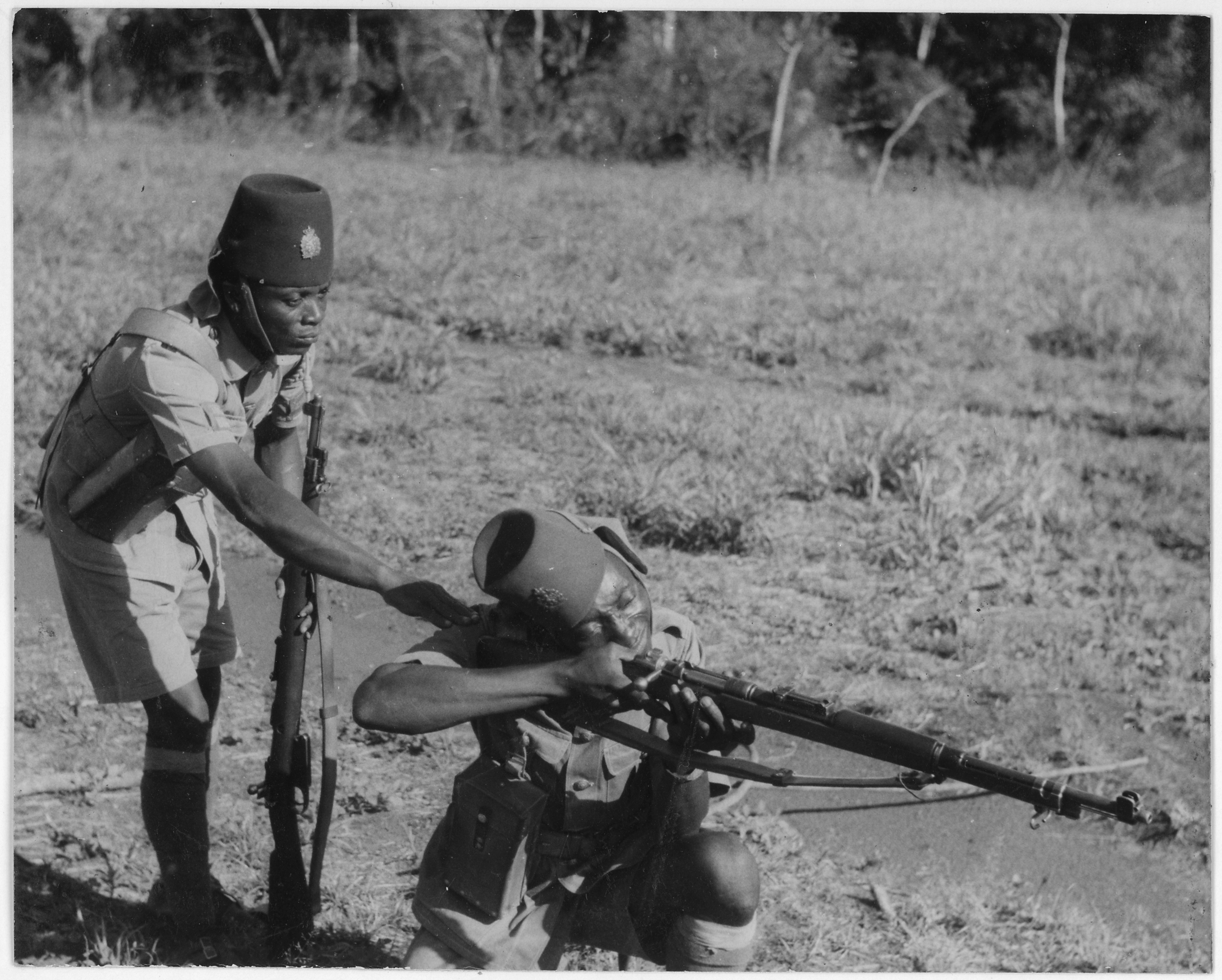
第二次大戦時の公安軍兵士

コンゴ人の軍隊は第二次世界大戦にも参戦し、東アフリカ戦線では東アフリカ植民地からのイタリア勢力追放に貢献した。1940年から1950年にかけてのベルギー領コンゴは大規模な都市化が進み、植民地当局はその領土を 「模範的な植民地」 にすることを目指して様々な開発計画を開始した。その結果のひとつは、諸都市におけるヨーロッパ化したアフリカ人「エヴォリュエ」（évolués）による新しい中流階級の創出であった。1950年までにコンゴの賃金労働力は他のアフリカ植民地の2倍となった。
1960年、広範囲に及び次第に急進的になっていったアフリカ民族主義の結果としてベルギー領コンゴは独立を達成し、パトリス・ルムンバとジョセフ・カサブブが率いるコンゴ共和国となった。しかしながら、コンゴ国内の派閥間における険悪な関係やコンゴ内政に対するベルギーの継続的関与、そして冷戦の主要関係国による介入は、1960年から1965年までのコンゴ動乱として知られる5年間にわたる戦争と政情不安の時代をもたらした。これはモブツ・セセ・セコが政権を掌握したことで幕を閉じた。

## ルアンダ＝ウルンディ
ルアンダ＝ウルンディはドイツ領東アフリカの一部であったが、第一次世界大戦中の1916年から1924年までベルギー軍の占領下に置かれていた。1924年から1945年までB式下に置かれ、事実上のベルギー領とされた。1945年以降は信託統治下に置かれ、1962年にルワンダとブルンジとして別々に独立するまで続いた。植民地統治の方針は、現地のツチ族や民族別の身分証明書（後のルワンダ共和国でも維持された）を通じた間接的支配を用いており、原則的に以前のドイツによる統治政権の手法に似ていた。ルワンダ革命として知られているツチ族に対する暴力行為は、独立前の出来事の中で起きた。

## その他

### サント・トマス

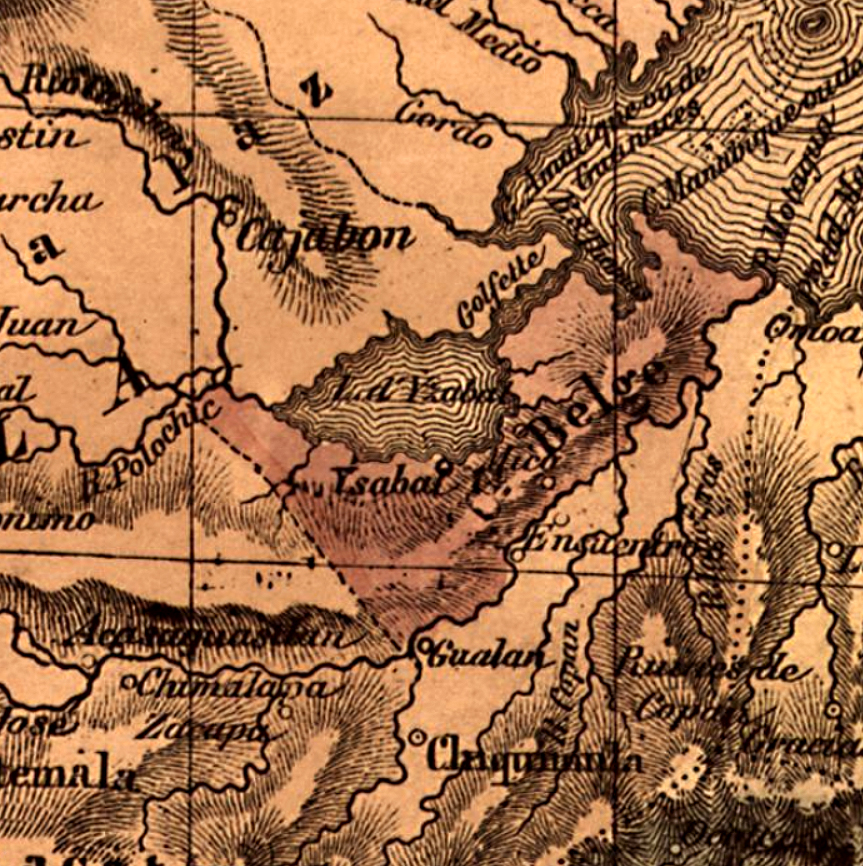
1845年のグアテマラにおけるベルギー入植地

1842年、レオポルド1世により派遣された船がグアテマラに来航した。そこでイサバル県の自然の豊かさを目の当たりにしたベルギー人らは、サント・トマスに植民し、その地にインフラを建設することに決めた。後にグアテマラ初代大統領となるラファエル・カレーラは、グアテマラ政府から支給される毎年16000ペソと引き換えに、この地域を彼らに与えた。1843年5月4日にグアテマラ議会は、レオポルド1世の保護下にあるベルギーの民間企業ベルギー植民地会社に対し、サント・トマス地区を「永久に」授ける法令を出した。この企業は1841年に破産したイギリスの中央アメリカ東海岸商農会社の後を継ぐ形となった。しかし、グアテマラ植民地化の計画は資金不足のほか、黄熱やマラリア、熱帯気候固有の疾患といった高い死亡率により1854年に打ち止めとなった。

#### 地位

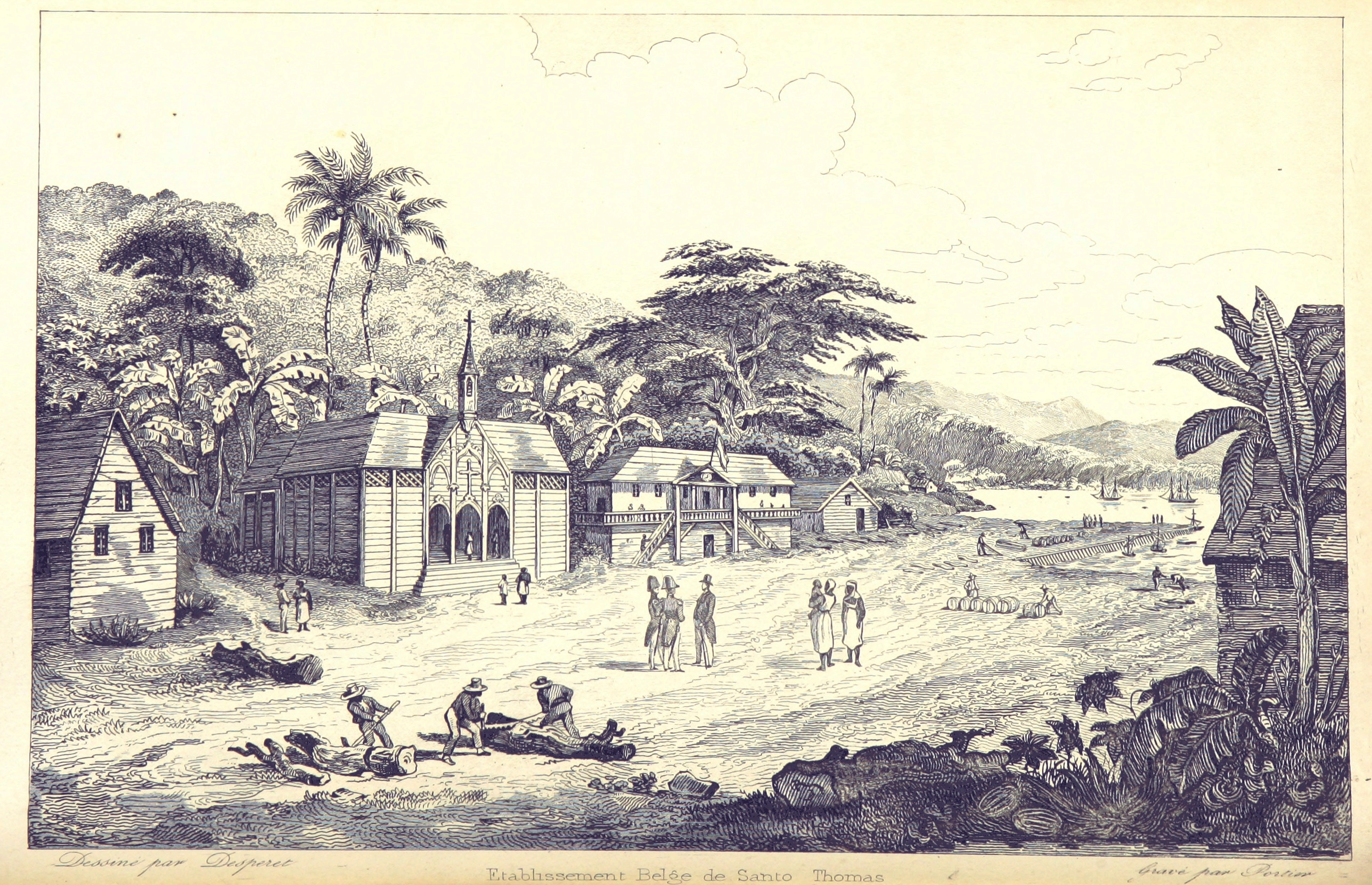
サント・トマスのベルギー入植地

植民地会社はその地を永久に認められたが、政治的な意味での植民地とはならなかった。1842年5月の割譲法令第4条では、ベルギー企業への領土割譲は、永久にグアテマラの主権及び管轄権の下に留まるであろうその領域に対する主権の割譲を、黙示的または明示的に含まないと明記された。第5条では、その領土に到着した入植者らはグアテマラ原住民（indigènes de Guatemala）となって完全にグアテマラの現行憲法と法律下に置かれ、以前のベルギーおよび他国の生得権、外国人としての特権や免除の要求を放棄する旨が定められた。司法はグアテマラ政府が指名した判事により執行され（第40条）、割譲地への外国軍立入は禁じられたほか、予定されているニュータウン付近に建設される2つの要塞をグアテマラ軍が防衛することになっていた（第18〜第22条）。

### 天津租界
中国の条約港（1860年〜1945年）であった天津市は9ヵ国が管理する天津租界を含んでおり、ベルギーの外交官モーリス・ヨーステンスは義和団の乱後に自国への租借地要求の交渉をした。100ヘクタールに及んでいたベルギー租界の成立は1900年11月7日に宣言され、ベルギー企業は天津、特に路面電車のシステムに対して投資したが、その租界は運用されないままであった。1929年8月、ベルギーと中国の両政府は中国への租界返還に合意し、ベルギー議会は1931年7月13日にそれを承認した。
19世紀後期にはベルギー人技師らが京漢鉄道（現代の京広線）の建設事業に雇用されていたことから、ベルギー政府は漢口における租借地を要求したもののこれは実現しなかった。ベルギーの主張は正式に認められることはなく、提案は1908年に取り下げられた。

### コマチーナ島
1919年、イタリア王国のコモ湖に浮かぶコマチーナ島が1年間アルベール1世に寄贈されたことで、その島はベルギー主権下の飛地となった。コマチーナ島はわずか1年後の1920年にイタリアに返還されたが、ベルギー領事とブレラ美術アカデミーの学長は、芸術家のための村とホテル建設を目的として慈善団体を設立した。